# He 274 (航空機)
ハインケル He 274
本機を描いたイラスト
- 用途：戦術爆撃
- 分類：爆撃機
- 製造者：ハインケル、SAUF
- 運用者：ドイツ空軍
- 運用状況：試作機のみ

ハインケルHe 274はHe 177の高高度版として第二次世界大戦中に設計された4基のエンジンを備えた爆撃機である。

## 設計
ドイツ空軍では通常、改良型はオリジナルの機体番号に100を加えた番号が振られる(Ju88⇒Ju188、Do217⇒Do317等)が、しかしHe 277は既に1943年の9月に開発が始められたHe 177の4発型に割り振られていたので別の番号が割り振られた。1943〜44年の冬の間にウィーン近くのハインケルの南部工場でHe 177Aに新設計の翼をつけた試作機が4機製作された。
He 274とHe 277の大きな違いは、He 177が2基の双子エンジンを使用しているのに対してHe 274は"TK 11B"排気タービン過給機付きの4基のエンジンを搭載、胴体の拡張と新型の翼、2枚の尾翼、一般的な主脚に2個の車輪(He 177は左右それぞれ2脚の主脚(合計4本)が出る独特の構造だった)が挙げられる。
He 274のオリジナルのデザインは1941年11月10日に設計された、He 177A-3の高高度型のHe He 177Hである。
He 274は排気タービン過給機を装備したため双子エンジンは不要になった。また、He 274は4名乗員の与圧キャビンを装備していた。このキャビンは高高度でも高度2,500m程度の気圧を保つ能力があった。
防御武装として前方に13mm MG 131機関銃、背部と腹部に13mm MG 131機関銃を連装した遠隔操作の銃塔(背部の銃塔はキャビン上方のガラス製のドームから、腹部はゴンドラの後ろ部分から照準・射撃をおこなう)を装備している。
He 177の発展型の最終的な発展型としてHe 177H("H"は"Hohe"ドイツ語で高高度の意味の略)は想定されていたが設計しているうちに各パーツの互換性は失われてゆき、最終的にHe 274の名称で再設計されることとなった。

## フランスへの委託
1941年ハインケルは他の緊急のプロジェクトに没頭しなければならなかったため、He 274の設計はフランスのSAUFに委託された。
He 274 V1とV2の2機の試作機の製作はフランスのSAUFが行うことになっていたが、1943年まで着工されなかった。
1944年7月、He 274 V1 は飛行試験の準備ができていたが連合軍の進出によりプロジェクトにかかわったハインケル社の人間は避難を余儀なくされた。
そのとき、細部の支障の為に飛行試験は遅れており、機体のドイツへの輸送は困難と判断され、ほぼ完成状態にあった機体は破壊されてしまった。

## 戦後
比較的破損が少なかったHe 274 V1は連合軍が占領の後に修理を行った。
He 274 V1は修理され、"AAS 01A"と名称を変えて、フランス空軍の手により研究用の高高度飛行機として数年間運用されていた。
He 274 V2は結局は"TK 11"排気タービン過給機を備えて"AAS 01B"の名称で完成され、AAS 01Aの二年後(1947年12月27日)に初飛行を行った。
AAS 01は2機とも完成し数多くのフランスの初期のジェットエンジンやロケットエンジンの試験用の母機として使用された後、1953年の後半に解体された。

## スペック
(He 274 V1)
- 乗員: 4
- 全長: 23.80 m
- 全幅: 44.19 m
- 全高: 5.50 m
- 翼面積: 170.00 m2
- 空重量: 21,300 kg (46,958 lb)
- 最大離陸重量: 38,000 kg (83,776 lb)
- エンジン:ダイムラー・ベンツ DB 603A 排気タービン過給機付き倒立V型12気筒エンジン, 1,305 kW (1,750 hp) × 4
- 最大速度: 580 km/h at 11,000 m (360 mph at 36,090 ft)
- 航続距離: 3,440 km (2,137 mi)
- 上限高度: 14,300 m (46,920 ft)
- 上昇速度: 237 m/min (780 ft/min)
- 武装
  - 13 mm MG 131機関銃 × 5(機首、背部と腹部の銃塔)
  - 最大4,000 kg (爆弾倉内に搭載)